# Llista de municipis de Valladolid

Mapa municipal

Llista dels municipis de la província de Valladolid amb les seves dades bàsiques.
Informació actualitzada per un bot. Els canvis manuals es perdran quan s'actualitzi!
| Escut | Municipi                        | Població | Superfície km² | Densitat | Altitud | Codi postal | Codi territorial | Dades a Wikidata              |
| ----- | ------------------------------- | -------- | -------------- | -------- | ------- | ----------- | ---------------- | ----------------------------- |
|       | Adalia                          | 50       | 16,2           | 3,09     | 784     | 47129       | 47001            | Modifica les dades a Wikidata |
|       | Aguasal                         | 19       | 26             | 0,73     | 755     | 47418       | 47002            | Modifica les dades a Wikidata |
|       | Aguilar de Campos               | 259      | 49,7           | 5,21     | 752     | 47814       | 47003            | Modifica les dades a Wikidata |
|       | Alaejos                         | 1.407    | 102,6          | 13,71    | 754     | 47410 47510 | 47004            | Modifica les dades a Wikidata |
|       | Alcazarén                       | 614      | 48             | 12,78    | 731     | 47238       | 47005            | Modifica les dades a Wikidata |
|       | Aldea de San Miguel             | 218      | 20             | 10,9     | 740     | 47160       | 47006            | Modifica les dades a Wikidata |
|       | Aldeamayor de San Martín        | 6.163    | 53             | 116,28   | 705     | 47162       | 47007            | Modifica les dades a Wikidata |
|       | Almenara de Adaja               | 22       | 17,2           | 1,28     | 773     | 47419       | 47008            | Modifica les dades a Wikidata |
|       | Amusquillo                      | 99       | 16             | 6,19     | 776     | 47177       | 47009            | Modifica les dades a Wikidata |
|       | Arroyo de la Encomienda         | 22.268   | 11,5           | 1.929,64 | 690     | 47195       | 47010            | Modifica les dades a Wikidata |
|       | Ataquines                       | 573      | 42,5           | 13,47    | 800     | 47210       | 47011            | Modifica les dades a Wikidata |
|       | Bahabón                         | 93       | 20,9           | 4,46     | 887     | 47312       | 47012            | Modifica les dades a Wikidata |
|       | Barcial de la Loma              | 100      | 27,3           | 3,67     | 744     | 47674       | 47013            | Modifica les dades a Wikidata |
|       | Barruelo del Valle              | 52       | 13,6           | 3,82     | 810     | 47129       | 47014            | Modifica les dades a Wikidata |
|       | Becilla de Valderaduey          | 200      | 38             | 5,26     | 715     | 47670       | 47015            | Modifica les dades a Wikidata |
|       | Benafarces                      | 70       | 16,7           | 4,2      | 743     | 47880       | 47016            | Modifica les dades a Wikidata |
|       | Bercero                         | 177      | 41,7           | 4,24     | 738     | 47115       | 47017            | Modifica les dades a Wikidata |
|       | Berceruelo                      | 36       | 14             | 2,57     | 788     | 47115       | 47018            | Modifica les dades a Wikidata |
|       | Berrueces                       | 93       | 16             | 5,81     | 772     | 47813       | 47019            | Modifica les dades a Wikidata |
|       | Bobadilla del Campo             | 284      | 33             | 8,61     | 760     | 47462       | 47020            | Modifica les dades a Wikidata |
|       | Bocigas                         | 75       | 16,4           | 4,56     | 773     | 47419       | 47021            | Modifica les dades a Wikidata |
|       | Bocos de Duero                  | 81       | 6              | 13,5     | 762     | 47317       | 47022            | Modifica les dades a Wikidata |
|       | Boecillo                        | 4.357    | 24             | 181,54   | 728     | 47151       | 47023            | Modifica les dades a Wikidata |
|       | Bolaños de Campos               | 254      | 30,3           | 8,4      | 708     | 47675       | 47024            | Modifica les dades a Wikidata |
|       | Brahojos de Medina              | 101      | 27             | 3,74     | 759     | 47461       | 47025            | Modifica les dades a Wikidata |
|       | Bustillo de Chaves              | 65       | 22             | 2,95     | 811     | 47608       | 47026            | Modifica les dades a Wikidata |
|       | Cabezón de Pisuerga             | 3.895    | 45,3           | 86,02    |         | 47260       | 47027            | Modifica les dades a Wikidata |
|       | Cabezón de Valderaduey          | 33       | 10,2           | 3,22     | 753     | 47689       | 47028            | Modifica les dades a Wikidata |
|       | Cabreros del Monte              | 56       | 28             | 2        | 731     | 47832       | 47029            | Modifica les dades a Wikidata |
|       | Campaspero                      | 1.004    | 46,6           | 21,56    | 919     | 47310       | 47030            | Modifica les dades a Wikidata |
|       | Camporredondo                   | 147      | 17,4           | 8,46     | 799     | 47165       | 47032            | Modifica les dades a Wikidata |
|       | Canalejas de Peñafiel           | 252      | 32             | 7,88     | 897     | 47311       | 47033            | Modifica les dades a Wikidata |
|       | Canillas de Esgueva             | 73       | 23,5           | 3,1      | 886     | 47185       | 47034            | Modifica les dades a Wikidata |
|       | Carpio                          | 938      | 57             | 16,46    | 759     | 47470       | 47035            | Modifica les dades a Wikidata |
|       | Casasola de Arión               | 215      | 27,7           | 7,78     | 715     | 47110       | 47036            | Modifica les dades a Wikidata |
|       | Castrejón de Trabancos          | 176      | 30,2           | 5,83     | 747     | 47512       | 47037            | Modifica les dades a Wikidata |
|       | Castrillo de Duero              | 121      | 25,8           | 4,7      | 818     | 47318       | 47038            | Modifica les dades a Wikidata |
|       | Castrillo-Tejeriego             | 152      | 36             | 4,22     | 801     | 47329       | 47039            | Modifica les dades a Wikidata |
|       | Castrobol                       | 45       | 17             | 2,65     | 772     | 47689       | 47040            | Modifica les dades a Wikidata |
|       | Castrodeza                      | 142      | 16             | 8,88     | 767     | 47192       | 47041            | Modifica les dades a Wikidata |
|       | Castromembibre                  | 49       | 16,6           | 2,95     | 786     | 47882       | 47042            | Modifica les dades a Wikidata |
|       | Castromonte                     | 326      | 87             | 3,75     | 840     | 47641       | 47043            | Modifica les dades a Wikidata |
|       | Castronuevo de Esgueva          | 393      | 29,4           | 13,35    | 753     | 47171       | 47044            | Modifica les dades a Wikidata |
|       | Castronuño                      | 767      | 124            | 6,19     | 700     | 47520       | 47045            | Modifica les dades a Wikidata |
|       | Castroponce                     | 128      | 25             | 5,12     | 772     | 47664       | 47046            | Modifica les dades a Wikidata |
|       | Castroverde de Cerrato          | 189      | 32,8           | 5,77     | 780     | 47182       | 47047            | Modifica les dades a Wikidata |
|       | Ceinos de Campos                | 172      | 36             | 4,78     | 765     | 47692       | 47048            | Modifica les dades a Wikidata |
|       | Cervillego de la Cruz           | 91       | 21             | 4,33     | 754     | 47494       | 47049            | Modifica les dades a Wikidata |
|       | Cigales                         | 5.364    | 61             | 87,98    | 745     | 47270       | 47050            | Modifica les dades a Wikidata |
|       | Ciguñuela                       | 358      | 30,4           | 11,78    | 698     | 47191       | 47051            | Modifica les dades a Wikidata |
|       | Cistérniga                      | 9.281    | 31,7           | 292,59   | 736     | 47193       | 47052            | Modifica les dades a Wikidata |
|       | Cogeces de Íscar                | 144      | 13,4           | 10,74    | 736     | 47440       | 47053            | Modifica les dades a Wikidata |
|       | Cogeces del Monte               | 644      | 73,5           | 8,76     | 887     | 47313       | 47054            | Modifica les dades a Wikidata |
|       | Corcos                          | 210      | 42,6           | 4,94     | 789     | 47280       | 47055            | Modifica les dades a Wikidata |
|       | Corrales de Duero               | 105      | 18             | 5,83     | 806     | 47317       | 47056            | Modifica les dades a Wikidata |
|       | Cubillas de Santa Marta         | 404      | 24             | 16,83    | 760     | 47290       | 47057            | Modifica les dades a Wikidata |
|       | Cuenca de Campos                | 192      | 48             | 4        | 775     | 47650       | 47058            | Modifica les dades a Wikidata |
|       | Curiel de Duero                 | 119      | 18,8           | 6,35     | 798     | 47316       | 47059            | Modifica les dades a Wikidata |
|       | El Campillo                     | 198      | 32,8           | 6,03     | 747     | 47460       | 47031            | Modifica les dades a Wikidata |
|       | Encinas de Esgueva              | 218      | 31             | 7,03     | 828     | 47186       | 47060            | Modifica les dades a Wikidata |
|       | Esguevillas de Esgueva          | 258      | 41             | 6,29     | 780     | 47176       | 47061            | Modifica les dades a Wikidata |
|       | Fombellida                      | 175      | 36             | 4,86     | 805     | 47184       | 47062            | Modifica les dades a Wikidata |
|       | Fompedraza                      | 111      | 16,4           | 6,78     | 889     | 47311       | 47063            | Modifica les dades a Wikidata |
|       | Fontihoyuelo                    | 31       | 17             | 1,82     | 802     | 47609       | 47064            | Modifica les dades a Wikidata |
|       | Fresno el Viejo                 | 836      | 64             | 13,06    | 759     | 47480       | 47065            | Modifica les dades a Wikidata |
|       | Fuensaldaña                     | 2.137    | 25             | 85,48    |         | 47194       | 47066            | Modifica les dades a Wikidata |
|       | Fuente el Sol                   | 153      | 21             | 7,29     | 758     | 47494       | 47067            | Modifica les dades a Wikidata |
|       | Fuente-Olmedo                   | 42       | 13,6           | 3,1      | 793     | 47418       | 47068            | Modifica les dades a Wikidata |
|       | Gallegos de Hornija             | 109      | 11,2           | 9,7      | 715     | 47134       | 47069            | Modifica les dades a Wikidata |
|       | Gatón de Campos                 | 41       | 20,4           | 2,01     | 802     | 47606       | 47070            | Modifica les dades a Wikidata |
|       | Geria                           | 488      | 18             | 27,11    | 719     | 47131       | 47071            | Modifica les dades a Wikidata |
|       | Herrín de Campos                | 112      | 29,6           | 3,79     | 784     | 47607       | 47073            | Modifica les dades a Wikidata |
|       | Hornillos de Eresma             | 171      | 35             | 4,89     | 718     | 47238       | 47074            | Modifica les dades a Wikidata |
|       | La Mudarra                      | 169      | 19             | 8,89     | 848     | 47630       | 47099            | Modifica les dades a Wikidata |
|       | La Parrilla                     | 480      | 45             | 10,67    | 854     | 47328       | 47110            | Modifica les dades a Wikidata |
|       | La Pedraja de Portillo          | 1.175    | 56             | 20,98    | 717     | 47196       | 47111            | Modifica les dades a Wikidata |
|       | La Seca                         | 1.013    | 66             | 15,35    | 731     | 47491       | 47158            | Modifica les dades a Wikidata |
|       | La Unión de Campos              | 202      | 36,4           | 5,55     | 764     | 47670       | 47176            | Modifica les dades a Wikidata |
|       | La Zarza                        | 118      |                |          |         | 47452       | 47232            | Modifica les dades a Wikidata |
|       | Laguna de Duero                 | 22.907   | 29,2           | 783,68   | 704     | 47140       | 47076            | Modifica les dades a Wikidata |
|       | Langayo                         | 250      | 48,3           | 5,17     | 837     | 47314       | 47077            | Modifica les dades a Wikidata |
|       | Llano de Olmedo                 | 51       | 15             | 3,4      | 777     | 47418       | 47079            | Modifica les dades a Wikidata |
|       | Lomoviejo                       | 161      | 27,7           | 5,82     | 766     | 47494       | 47078            | Modifica les dades a Wikidata |
|       | Manzanillo                      | 48       | 18,8           | 2,55     | 795     | 47314       | 47080            | Modifica les dades a Wikidata |
|       | Marzales                        | 41       | 12,7           | 3,23     | 708     | 47133       | 47081            | Modifica les dades a Wikidata |
|       | Matapozuelos                    | 1.015    | 50,5           | 20,1     | 732     | 47230       | 47082            | Modifica les dades a Wikidata |
|       | Matilla de los Caños            | 113      | 12,3           | 9,2      | 746     | 47114       | 47083            | Modifica les dades a Wikidata |
|       | Mayorga                         | 1.409    | 150,5          | 9,36     | 774     | 47680       | 47084            | Modifica les dades a Wikidata |
|       | Medina de Rioseco               | 4.537    | 115            | 39,45    | 741     | 47800       | 47086            | Modifica les dades a Wikidata |
|       | Medina del Campo                | 20.097   | 153,3          | 131,12   | 720     | 47400       | 47085            | Modifica les dades a Wikidata |
|       | Megeces                         | 422      | 19,3           | 21,91    | 741     | 47440       | 47087            | Modifica les dades a Wikidata |
|       | Melgar de Abajo                 | 114      | 23             | 4,96     | 801     | 47687       | 47088            | Modifica les dades a Wikidata |
|       | Melgar de Arriba                | 162      | 35             | 4,63     | 784     | 47686       | 47089            | Modifica les dades a Wikidata |
|       | Mojados                         | 3.393    | 46             | 73,76    | 717     | 47250       | 47090            | Modifica les dades a Wikidata |
|       | Monasterio de Vega              | 79       | 30             | 2,63     | 766     | 47688       | 47091            | Modifica les dades a Wikidata |
|       | Montealegre de Campos           | 105      | 34             | 3,09     | 813     | 47816       | 47092            | Modifica les dades a Wikidata |
|       | Montemayor de Pililla           | 860      | 59,2           | 14,52    | 869     | 47320       | 47093            | Modifica les dades a Wikidata |
|       | Moral de la Reina               | 146      | 42,4           | 3,44     | 764     | 47691       | 47094            | Modifica les dades a Wikidata |
|       | Moraleja de las Panaderas       | 38       | 15,3           | 2,48     | 734     | 47454       | 47095            | Modifica les dades a Wikidata |
|       | Morales de Campos               | 130      | 16             | 8,13     | 746     | 47811       | 47096            | Modifica les dades a Wikidata |
|       | Mota del Marqués                | 330      | 31,5           | 10,49    | 736     | 47120       | 47097            | Modifica les dades a Wikidata |
|       | Mucientes                       | 691      | 64             | 10,8     | 771     | 47194       | 47098            | Modifica les dades a Wikidata |
|       | Muriel                          | 111      | 22,6           | 4,92     | 776     | 47219       | 47100            | Modifica les dades a Wikidata |
|       | Nava del Rey                    | 1.925    | 126            | 15,28    | 744     | 47500       | 47101            | Modifica les dades a Wikidata |
|       | Nueva Villa de las Torres       | 278      | 35,7           | 7,8      | 743     | 47464       | 47102            | Modifica les dades a Wikidata |
|       | Olivares de Duero               | 327      | 29,3           | 11,16    | 744     | 47319       | 47103            | Modifica les dades a Wikidata |
|       | Olmedo                          | 3.564    | 129,4          | 27,55    | 740     | 47410       | 47104            | Modifica les dades a Wikidata |
|       | Olmos de Esgueva                | 197      | 24,8           | 7,94     | 735     | 47173       | 47105            | Modifica les dades a Wikidata |
|       | Olmos de Peñafiel               | 38       | 16             | 2,38     | 782     | 47318       | 47106            | Modifica les dades a Wikidata |
|       | Palazuelo de Vedija             | 164      | 32             | 5,13     | 784     | 47812       | 47109            | Modifica les dades a Wikidata |
|       | Pedrajas de San Esteban         | 3.406    | 30             | 113,53   | 754     | 47430       | 47112            | Modifica les dades a Wikidata |
|       | Pedrosa del Rey                 | 148      | 52             | 2,85     | 724     | 47112       | 47113            | Modifica les dades a Wikidata |
|       | Pesquera de Duero               | 423      | 56             | 7,55     | 746     | 47315       | 47116            | Modifica les dades a Wikidata |
|       | Peñafiel                        | 5.188    | 76,1           | 68,16    | 754     | 47300       | 47114            | Modifica les dades a Wikidata |
|       | Peñaflor de Hornija             | 350      | 66,4           | 5,27     | 839     | 47640       | 47115            | Modifica les dades a Wikidata |
|       | Piña de Esgueva                 | 310      | 30             | 10,33    | 753     | 47175       | 47117            | Modifica les dades a Wikidata |
|       | Piñel de Abajo                  | 163      | 21,2           | 7,69     | 792     | 47316       | 47118            | Modifica les dades a Wikidata |
|       | Piñel de Arriba                 | 88       | 23             | 3,83     | 841     | 47316       | 47119            | Modifica les dades a Wikidata |
|       | Pollos                          | 562      | 50,5           | 11,13    | 716     | 47116       | 47121            | Modifica les dades a Wikidata |
|       | Portillo                        | 2.368    | 64,4           | 36,77    | 758     | 47160       | 47122            | Modifica les dades a Wikidata |
|       | Pozal de Gallinas               | 538      | 35,2           | 15,28    | 737     | 47450       | 47123            | Modifica les dades a Wikidata |
|       | Pozaldez                        | 500      | 28             | 17,86    | 790     | 47220       | 47124            | Modifica les dades a Wikidata |
|       | Pozuelo de la Orden             | 50       | 20,7           | 2,41     | 724     | 47831       | 47125            | Modifica les dades a Wikidata |
|       | Puras                           | 45       | 10,7           | 4,2      | 804     | 47419       | 47126            | Modifica les dades a Wikidata |
|       | Quintanilla de Arriba           | 155      | 28             | 5,54     | 740     | 47360       | 47127            | Modifica les dades a Wikidata |
|       | Quintanilla de Onésimo          | 992      | 55             | 18,04    | 726     | 47350       | 47129            | Modifica les dades a Wikidata |
|       | Quintanilla de Trigueros        | 101      | 32             | 3,16     | 784     | 47283       | 47130            | Modifica les dades a Wikidata |
|       | Quintanilla del Molar           | 47       | 14             | 3,36     | 741     | 47673       | 47128            | Modifica les dades a Wikidata |
|       | Ramiro                          | 46       | 21,2           | 2,17     | 761     | 47453       | 47132            | Modifica les dades a Wikidata |
|       | Renedo de Esgueva               | 3.972    | 29,1           | 136,49   | 711     | 47170       | 47133            | Modifica les dades a Wikidata |
|       | Roales de Campos                | 165      | 22,7           | 7,27     | 742     | 47673       | 47134            | Modifica les dades a Wikidata |
|       | Robladillo                      | 87       | 9              | 9,67     | 768     | 47131       | 47135            | Modifica les dades a Wikidata |
|       | Roturas                         | 26       | 11,5           | 2,26     | 831     | 47316       | 47137            | Modifica les dades a Wikidata |
|       | Rubí de Bracamonte              | 214      | 25,6           | 8,36     | 756     | 47494       | 47138            | Modifica les dades a Wikidata |
|       | Rueda                           | 1.103    | 9.050          | 0,12     | 724     | 47490       | 47139            | Modifica les dades a Wikidata |
|       | Rábano                          | 176      | 27,8           | 6,34     | 777     | 47319       | 47131            | Modifica les dades a Wikidata |
|       | Saelices de Mayorga             | 111      | 16             | 6,94     |         | 47689       | 47140            | Modifica les dades a Wikidata |
|       | Salvador de Zapardiel           | 103      | 26,2           | 3,93     | 777     | 47219       | 47141            | Modifica les dades a Wikidata |
|       | San Cebrián de Mazote           | 103      | 35,4           | 2,91     | 760     | 47129       | 47142            | Modifica les dades a Wikidata |
|       | San Llorente                    | 94       | 25             | 3,76     | 889     | 47317       | 47143            | Modifica les dades a Wikidata |
|       | San Martín de Valvení           | 84       | 58,7           | 1,43     | 760     | 47209       | 47144            | Modifica les dades a Wikidata |
|       | San Miguel del Arroyo           | 646      | 55,6           | 11,62    | 814     | 47164       | 47145            | Modifica les dades a Wikidata |
|       | San Miguel del Pino             | 367      | 8              | 45,88    | 676     | 47132       | 47146            | Modifica les dades a Wikidata |
|       | San Pablo de la Moraleja        | 107      | 25             | 4,28     | 790     | 47219       | 47147            | Modifica les dades a Wikidata |
|       | San Pedro de Latarce            | 434      | 44,3           | 9,8      | 706     | 47851       | 47148            | Modifica les dades a Wikidata |
|       | San Pelayo                      | 48       | 10,6           | 4,51     | 776     | 47129       | 47149            | Modifica les dades a Wikidata |
|       | San Román de Hornija            | 301      | 41,6           | 7,23     | 672     | 47530       | 47150            | Modifica les dades a Wikidata |
|       | San Salvador                    | 23       | 10,5           | 2,2      | 715     | 47134       | 47151            | Modifica les dades a Wikidata |
|       | San Vicente del Palacio         | 160      | 37             | 4,32     | 753     | 47493       | 47156            | Modifica les dades a Wikidata |
|       | Santa Eufemia del Arroyo        | 73       | 24,8           | 2,95     | 710     | 47811       | 47152            | Modifica les dades a Wikidata |
|       | Santervás de Campos             | 108      | 54,1           | 2        | 765     | 47609       | 47153            | Modifica les dades a Wikidata |
|       | Santibáñez de Valcorba          | 187      | 24             | 7,79     | 746     | 47331       | 47154            | Modifica les dades a Wikidata |
|       | Santovenia de Pisuerga          | 4.703    | 13,7           | 342,29   | 692     | 47155       | 47155            | Modifica les dades a Wikidata |
|       | Sardón de Duero                 | 607      | 19,7           | 30,8     | 723     | 47340       | 47157            | Modifica les dades a Wikidata |
|       | Serrada                         | 1.109    | 24             | 46,21    | 722     | 47231       | 47159            | Modifica les dades a Wikidata |
|       | Siete Iglesias de Trabancos     | 419      | 63,2           | 6,63     | 726     | 47511       | 47160            | Modifica les dades a Wikidata |
|       | Simancas                        | 5.538    | 42,5           | 130,21   | 725     | 47130       | 47161            | Modifica les dades a Wikidata |
|       | Tamariz de Campos               | 84       | 37,8           | 2,22     | 753     | 47815       | 47162            | Modifica les dades a Wikidata |
|       | Tiedra                          | 282      | 47             | 6        | 822     | 47870       | 47163            | Modifica les dades a Wikidata |
|       | Tordehumos                      | 375      | 61,3           | 6,12     | 734     | 47830       | 47164            | Modifica les dades a Wikidata |
|       | Tordesillas                     | 8.638    | 142            | 60,85    | 704     | 47100       | 47165            | Modifica les dades a Wikidata |
|       | Torre de Esgueva                | 62       | 23,5           | 2,64     | 804     | 47183       | 47169            | Modifica les dades a Wikidata |
|       | Torre de Peñafiel               | 57       | 30             | 1,9      | 789     | 47319       | 47170            | Modifica les dades a Wikidata |
|       | Torrecilla de la Abadesa        | 250      | 26             | 9,62     | 686     | 47114       | 47166            | Modifica les dades a Wikidata |
|       | Torrecilla de la Orden          | 227      | 60             | 3,78     | 788     | 47513       | 47167            | Modifica les dades a Wikidata |
|       | Torrecilla de la Torre          | 28       | 7              | 4        | 759     | 47129       | 47168            | Modifica les dades a Wikidata |
|       | Torrelobatón                    | 386      | 66,5           | 5,8      | 750     | 47134       | 47171            | Modifica les dades a Wikidata |
|       | Torrescárcela                   | 164      | 51             | 3,22     | 883     | 47313       | 47172            | Modifica les dades a Wikidata |
|       | Traspinedo                      | 1.240    | 26             | 47,69    | 751     | 47330       | 47173            | Modifica les dades a Wikidata |
|       | Trigueros del Valle             | 314      | 38             | 8,26     | 757     | 47282       | 47174            | Modifica les dades a Wikidata |
|       | Tudela de Duero                 | 8.786    | 60             | 146,43   | 700     | 47320       | 47175            | Modifica les dades a Wikidata |
|       | Urones de Castroponce           | 100      | 18,6           | 5,37     | 750     | 47671       | 47177            | Modifica les dades a Wikidata |
|       | Urueña                          | 203      | 44             | 4,61     | 830     | 47862       | 47178            | Modifica les dades a Wikidata |
|       | Valbuena de Duero               | 399      | 46             | 8,67     | 737     | 47359       | 47179            | Modifica les dades a Wikidata |
|       | Valdearcos de la Vega           | 64       | 14,3           | 4,47     | 777     | 47317       | 47180            | Modifica les dades a Wikidata |
|       | Valdenebro de los Valles        | 185      | 42             | 4,4      | 862     | 47816       | 47181            | Modifica les dades a Wikidata |
|       | Valdestillas                    | 1.612    | 36,5           | 44,2     | 699     | 47240       | 47182            | Modifica les dades a Wikidata |
|       | Valdunquillo                    | 116      | 30,8           | 3,77     | 741     | 47672       | 47183            | Modifica les dades a Wikidata |
|       | Valladolid                      | 300.618  | 197.910.000    | 0        | 701     | 47001–47016 | 47186            | Modifica les dades a Wikidata |
|       | Valoria la Buena                | 745      | 43,2           | 17,24    | 726     | 47200       | 47184            | Modifica les dades a Wikidata |
|       | Valverde de Campos              | 91       | 21,2           | 4,29     | 772     | 47690       | 47185            | Modifica les dades a Wikidata |
|       | Vega de Ruiponce                | 81       | 31,4           | 2,58     |         | 47609       | 47187            | Modifica les dades a Wikidata |
|       | Vega de Valdetronco             | 91       | 17,5           | 5,21     | 708     | 47133       | 47188            | Modifica les dades a Wikidata |
|       | Velascálvaro                    | 163      | 23             | 7,09     | 800     | 47463       | 47189            | Modifica les dades a Wikidata |
|       | Velilla                         | 113      | 20             | 5,65     | 779     | 47114       | 47190            | Modifica les dades a Wikidata |
|       | Velliza                         | 121      | 22,7           | 5,34     | 792     | 47131       | 47191            | Modifica les dades a Wikidata |
|       | Ventosa de la Cuesta            | 101      | 15             | 6,73     | 758     | 47232       | 47192            | Modifica les dades a Wikidata |
|       | Viana de Cega                   | 2.292    | 18             | 127,33   | 693     | 47150       | 47193            | Modifica les dades a Wikidata |
|       | Villabaruz de Campos            | 32       | 16,8           | 1,91     | 754     | 47...       | 47196            | Modifica les dades a Wikidata |
|       | Villabrágima                    | 1.048    | 67             | 15,64    | 726     | 47820       | 47197            | Modifica les dades a Wikidata |
|       | Villabáñez                      | 507      | 51             | 9,94     | 753     | 47329       | 47195            | Modifica les dades a Wikidata |
|       | Villacarralón                   | 66       | 17,5           | 3,76     | 797     | 47609       | 47198            | Modifica les dades a Wikidata |
|       | Villacid de Campos              | 82       | 24             | 3,42     | 774     | 47607       | 47199            | Modifica les dades a Wikidata |
|       | Villaco                         | 75       | 15             | 5        | 793     | 47181       | 47200            | Modifica les dades a Wikidata |
|       | Villafrades de Campos           | 61       | 20,7           | 2,95     | 757     | 47606       | 47203            | Modifica les dades a Wikidata |
|       | Villafranca de Duero            | 241      | 10,4           | 23,17    | 626     | 47529       | 47204            | Modifica les dades a Wikidata |
|       | Villafrechós                    | 468      | 60,5           | 7,73     | 740     | 47810       | 47205            | Modifica les dades a Wikidata |
|       | Villafuerte                     | 86       | 26             | 3,31     | 824     | 47180       | 47206            | Modifica les dades a Wikidata |
|       | Villagarcía de Campos           | 288      | 37             | 7,78     | 774     | 47840       | 47207            | Modifica les dades a Wikidata |
|       | Villagómez la Nueva             | 51       | 12,5           | 4,07     |         | 47608       | 47208            | Modifica les dades a Wikidata |
|       | Villalar de los Comuneros       | 490      | 42,7           | 11,46    | 712     | 47111       | 47210            | Modifica les dades a Wikidata |
|       | Villalba de la Loma             | 58       | 14             | 4,14     |         | 47689       | 47211            | Modifica les dades a Wikidata |
|       | Villalba de los Alcores         | 392      | 101,7          | 3,85     | 849     | 47639       | 47212            | Modifica les dades a Wikidata |
|       | Villalbarba                     | 100      | 22             | 4,55     | 721     | 47113       | 47213            | Modifica les dades a Wikidata |
|       | Villalán de Campos              | 32       | 18,5           | 1,73     | 754     | 47675       | 47209            | Modifica les dades a Wikidata |
|       | Villalón de Campos              | 1.496    | 169,9          | 8,8      | 843     | 47600       | 47214            | Modifica les dades a Wikidata |
|       | Villamuriel de Campos           | 51       | 18,3           | 2,79     | 717     | 47814       | 47215            | Modifica les dades a Wikidata |
|       | Villanubla                      | 2.915    | 45,4           | 64,26    | 843     | 47620       | 47217            | Modifica les dades a Wikidata |
|       | Villanueva de Duero             | 1.258    | 37,3           | 33,74    | 694     | 47239       | 47218            | Modifica les dades a Wikidata |
|       | Villanueva de San Mancio        | 102      | 15             | 6,8      | 744     | 47813       | 47222            | Modifica les dades a Wikidata |
|       | Villanueva de la Condesa        | 59       | 11,4           | 5,19     | 797     | 47608       | 47219            | Modifica les dades a Wikidata |
|       | Villanueva de los Caballeros    | 157      | 35             | 4,49     | 711     | 47850       | 47220            | Modifica les dades a Wikidata |
|       | Villanueva de los Infantes      | 112      | 19,2           | 5,83     | 738     | 47174       | 47221            | Modifica les dades a Wikidata |
|       | Villardefrades                  | 136      | 36,4           | 3,74     | 725     | 47860       | 47223            | Modifica les dades a Wikidata |
|       | Villarmentero de Esgueva        | 102      | 13,5           | 7,57     | 725     | 47172       | 47224            | Modifica les dades a Wikidata |
|       | Villasexmir                     | 67       | 14             | 4,79     | 724     | 47134       | 47225            | Modifica les dades a Wikidata |
|       | Villavaquerín                   | 145      | 45             | 3,22     | 769     | 47329       | 47226            | Modifica les dades a Wikidata |
|       | Villavellid                     | 53       | 21,7           | 2,44     | 725     | 47883       | 47227            | Modifica les dades a Wikidata |
|       | Villaverde de Medina            | 529      | 58,2           | 9,09     | 732     | 47465       | 47228            | Modifica les dades a Wikidata |
|       | Villavicencio de los Caballeros | 221      | 36             | 6,14     | 720     | 47676       | 47229            | Modifica les dades a Wikidata |
|       | Villán de Tordesillas           | 122      | 12,3           | 9,92     | 748     | 47131       | 47216            | Modifica les dades a Wikidata |
|       | Viloria                         | 331      | 11             | 30,09    | 866     | 47166       | 47194            | Modifica les dades a Wikidata |
|       | Wamba                           | 295      | 38,2           | 7,72     | 785     | 47190       | 47230            | Modifica les dades a Wikidata |
|       | Zaratán                         | 6.383    | 20             | 319,15   | 755     | 47610       | 47231            | Modifica les dades a Wikidata |
|       | Íscar                           | 6.396    | 60,5           | 105,67   | 763     | 47420       | 47075            | Modifica les dades a Wikidata |